# The Wolf Hunters (1949)
The Wolf Hunters is een Amerikaanse western uit 1949 onder regie van Budd Boetticher.

## Verhaal
Als vier pelsjagers worden vermoord, gaat korporaal Rod Webb van de Canadese bereden politie op onderzoek uit. Op weg naar hun dorp treft hij de pelsjager Henri bewusteloos aan. Hij is neergeschoten en het bont is gestolen. De hond van korporaal Webb vindt het spoor van de vermoedelijke dader, maar hij kan ontkomen. Webb laat de gewone Henri achter bij Renée en zet de achtervolging in.

## Rolverdeling
| Acteur          | Personage      |
| --------------- | -------------- |
| Kirby Grant     | Rod Webb       |
| Jan Clayton     | Renée          |
| Edward Norris   | Paul Lautrec   |
| Helen Parrish   | Marcia Cameron |
| Charles Lang    | J.L. McTavish  |
| Ted Hecht       | Muskoka        |
| Luther Crockett | Edward Cameron |
| Elizabeth Root  | Minnetaki      |